# Исаевка (Липецкая область)
Иса́евка — деревня Жерновского сельского поселения Долгоруковского района Липецкой области.

## География
Деревня Исаевка находится в восточной части Долгоруковского района, в 14 км к юго-востоку от села Долгоруково и в 5 км от села Жерновное. Располагается на берегах реки Снова, при впадении в неё ручья Лух.

## История
Исаевка возникла в 1-й половине XIX века, и упоминается как два самостоятельных селения, одно в Землянском уезде Воронежской губернии, другое в Елецком уезде Орловской губернии.
В «Списке населённых мест» Воронежской губернии 1859 года Исаевка значится как владельческое сельцо «Михайловское (Исаевка), при ручье Ломовец», в ней 24 двора и 365 жителей. В 1880-х годах Исаевка (Михайловское) упоминается как селение в приходе Рождественской церкви села Нижний Ломовец.
Исаевка в «Списке населённых мест» Орловской губернии 1866 года значится как владельческая деревня «Голофеевка», 7 дворов, 81 житель. В 1905 году Исаевка (Голофеевка) отмечается в приходе Покровской церкви села Жерновное.
В 1926 году в Исаевке насчитывается 89 дворов, в которых проживает 469 жителей. В 1932 году Исаевка отмечается как две деревни: в 1-й проживает 387 жителей, во 2-й — 124.
С 1928 года Исаевка как единое селение в составе Долгоруковского района Елецкого округа Центрально-Чернозёмной области. После разделения ЦЧО в 1934 году, деревня в составе Долгоруковского района Воронежской области, с 1935 года — Курской, с 1939 года — Орловской, а с 1954 года вновь образованной Липецкой области.

## Население
| 1859 | 2010 |
| ---- | ---- |
| 365  | ↘42  |

## Транспорт
В 2 км к северу от Исаевки располагается шоссе связывающее Долгоруково с Задонском и Липецком. Пассажирское сообщение осуществляется автобусом, курсирующим по маршруту Долгоруково — Долгуша.
Исаевка связана грунтовыми дорогами с сёлами Жерновное и Нижний Ломовец, деревнями Вороновка, Тёпленькая Первая, Карташовка.